# Арнсдорф
Арнсдорф (њем. Arnsdorf) општина је у њемачкој савезној држави Саксонија. Једно је од 63 општинска средишта округа Бауцен. Према процјени из 2010. у општини је живјело 4.792 становника. Посједује регионалну шифру (AGS) 14625010.

## Географски и демографски подаци
Арнсдорф се налази у савезној држави Саксонија у округу Бауцен. Општина се налази на надморској висини од 290 метара. Површина општине износи 35,8 km². У самом мјесту је, према процјени из 2010. године, живјело 4.792 становника. Просјечна густина становништва износи 134 становника/km².